# 金山の戦い
金山の戦い（かねやまのたたかい）は、戊辰戦争のひとつ秋田戦争において、奥羽鎮撫隊の鹿児島藩や山口藩が新庄藩と共に、奥羽越列藩同盟軍と現在の山形県最上郡金山町で繰り広げた戦いである。

## 背景
戊辰戦争時、新庄藩の藩論は勤王に一致していた。慶応4年4月12日、仙台にいた奥羽鎮撫総督府に、新庄藩筆頭家老である川部伊織が出頭した時には、川部は庄内征討軍への出兵を命じられている。さらに閏4月23日、副総督の澤為量が薩長を中心とする討庄軍を率いて新庄に入り本営を置いた。5月1日、沢副総督は、奥羽越列藩同盟が成立して新庄藩もそれに参加したため、孤立することを恐れ新庄藩から脱出して久保田藩に向かった。久保田藩も奥羽越列藩同盟に参加していたが、藩論は盤石ではなく勤王派が多い大藩であった。

## 経緯
7月4日、久保田藩は同盟を離脱し、奥羽鎮撫隊の庄内討伐に加わった。鎮撫軍は7月6日秋田を出発、10日の夜明けに横堀に達しここで軍議を開いた。ここで、左翼隊(佐賀兵2小隊、薩摩兵1小隊と大砲1門)は役内から有屋峠を越え、有屋を経て金山にいる敵を攻撃すること。中央隊(佐賀兵1小隊と大砲1門、小倉兵3小隊)は羽州街道を南下して及位付近の敵を攻撃すること。右翼隊(佐賀兵2小隊、長州兵1小隊)は銀山口より大滝村付近の敵を攻撃することに決定した。対する奥羽列藩同盟軍は仙台兵5小隊と大砲若干(約550人)、米沢兵4小隊(約170人)、上ノ山兵2小隊と大砲1門(約160人)、山形兵2小隊と大砲1門(54人)、天童兵1小隊(25人)、新庄兵6小隊と大砲若干(未詳)であった。鎮撫軍は7月11日、久保田藩領から3方向に分けて金山に攻め込んだ。
雄勝峠から羽州街道を進撃した本隊は、及位で米沢兵2小隊と仙台兵2小隊との戦闘となった。互いに砲撃し合う形となったが、鎮撫軍は同盟軍の側面から攻撃し、敵の砲台を奪った。同盟軍は主寝坂峠の第2陣地に後退した。鎮撫軍は主寝坂峠の同盟軍に攻め込もうとするものの、約束の新庄兵の合流はここでは得られず、旧及位からのつづら折りの山道を登る鎮撫軍は攻めあぐね、及位村の民家を焼いて院内に下がることにした。
桂太郎を隊長とする一隊は、院内銀山から前森山(785m)の西側にある山道を踏破し、早朝、旧及位から2kmほど西の鏡沢集落にいた仙台藩兵に攻め込んだ。鏡沢は仙台藩と新庄藩が守っていたが、鎮撫軍に内通していた新庄藩がこの時に仙台藩を裏切った。仙台藩は潰走し、桂太郎隊は金山の近く、薬師山(436.8m)の北東にある森合峠へ進攻した。
大山格之助を隊長とする薩摩藩と佐賀藩の合同部隊は10日に出発し、久保田藩領の役内を午後4時に立ち有屋峠近くの間道を進み午前8時頃、有屋を攻撃した。川の南北にいた約200人の同盟軍兵を攻撃、兵は不意を打たれ敗走した。その後、金山から進撃してきた仙台藩兵200人程度と稲沢村で戦闘に入った。4時間程度戦闘を行い、仙台兵が退却する気配が見えたので声を上げて討ち入ったところ、金山は銀山口から進軍した部隊が既に攻め込んでいた。
金山付近には仙台藩第六大隊長の梁川播磨を隊長とする仙台兵が本営を置いていた。山形藩や上山藩兵を右翼に、新庄藩兵を左翼に森合峠に布陣していたが、ここでも新庄藩兵は戦線を離脱し仙台兵を攻撃した。仙台藩兵の主力部隊は金山中心部まで退却するが、有屋峠からの鹿児島藩兵らにも攻められ、播磨は現在金山町役場がある十日町付近で負傷してしまう。その後、三本松へ逃れるものの鹿児島藩兵らに発見され、応戦したが堰に足を取られよろめいた瞬間、斬りつけられて壮絶な最期を遂げた。梁川播磨を含む仙台兵33人が戦死した。隊長の播磨と副将の五十嵐岱助の首は塩漬けにされ、秋田でさらし首にされた。
残りの列藩同盟軍の兵士の多くは、西の山中に分け入り与蔵峠などを越えて、庄内藩領の坂本や出羽松山藩領の荒興野まで40km近い距離を逃げたという。『上山市史』では、このとき上山藩兵が、大砲はもちろん小銃まで大半の兵器を捨てて逃げたことを記している。